# (14032) Mego
(14032) Mego est un astéroïde de la ceinture principale.

## Description
(14032) Mego est un astéroïde de la ceinture principale. Il fut découvert le 4 décembre 1994 à Ayashi par Masahiro Koishikawa. Il présente une orbite caractérisée par un demi-grand axe de 2,56 UA, une excentricité de 0,21 et une inclinaison de 7,3° par rapport à l'écliptique.

## Compléments